# Arcipelago Madrense

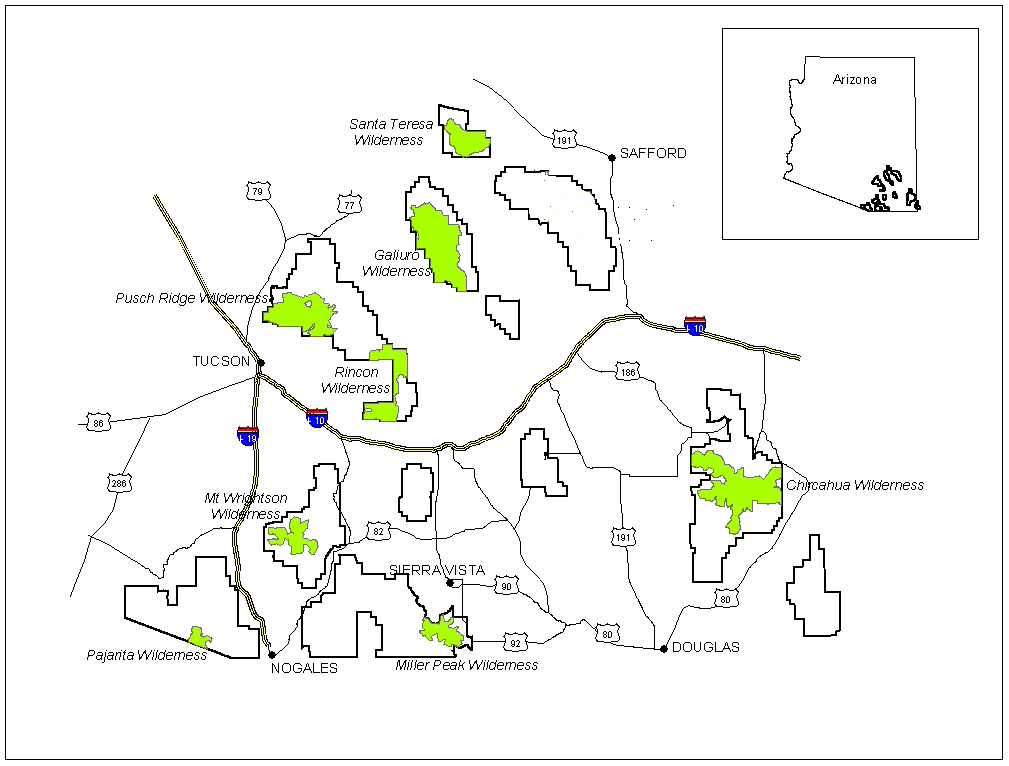

L'arcipelago Madrense è un insieme di enclave di boschi di conifere, che si sviluppano sulla parte sommitale dei rilievi della Sierra Madre Occidentale, nel sud dell'Arizona, del Nuovo Messico, e nella parte nord-occidentale del Messico. Si tratta di vere e proprie "isole del cielo" circondate, alle quote più basse, dalle zone aride del deserto di Sonora e del deserto di Chihuahua.
Costituiscono la parte più settentrionale della ecoregione della Foresta di pino e quercia della Sierra Madre occidentale, facente parte del bioma delle foreste di conifere tropicali e subtropicali.